# 粤海关大楼

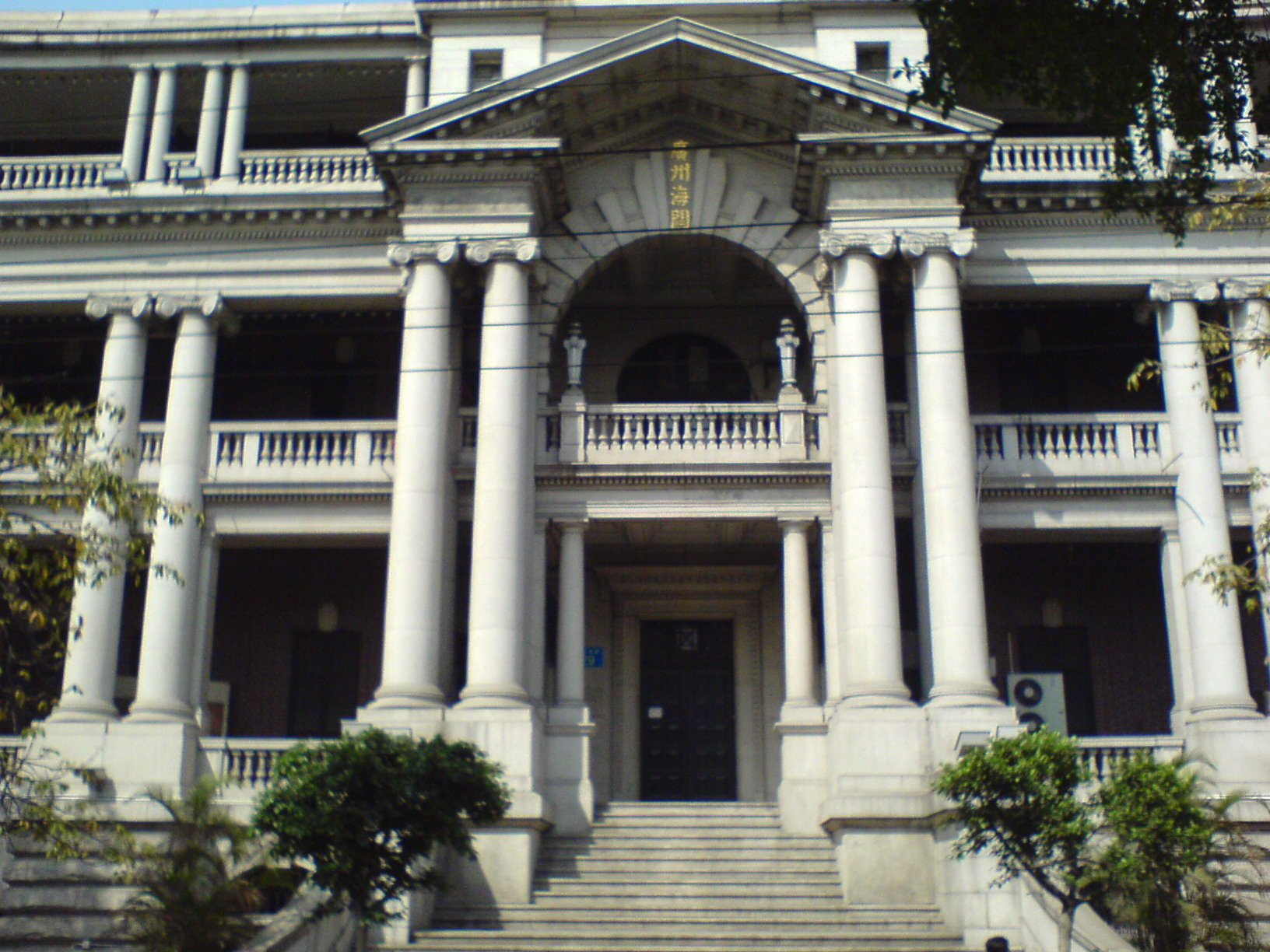
修復前的粤海关大門上方的“廣州海關”四字，文化大革命期間大樓多處字跡被破壞，兩邊的英文名稱和下方的奠基石被水泥封住。

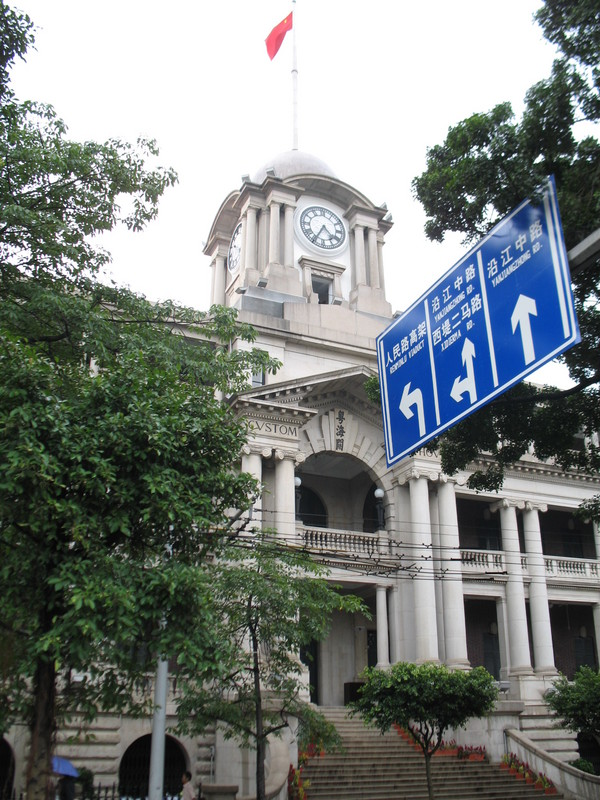
2008年的照片，可以看到正门上修復的“粵海關”三字和两边的英文。

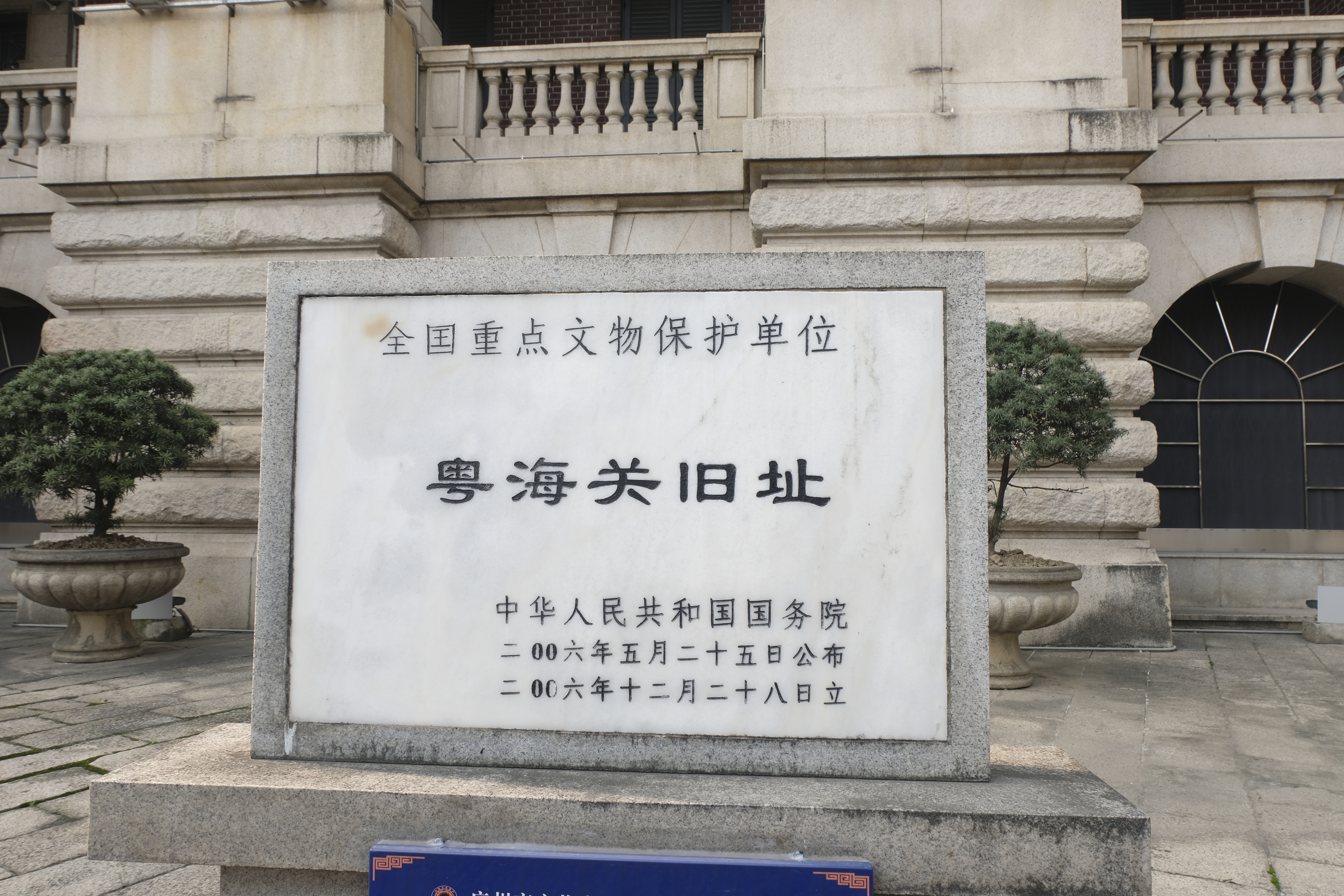
立于2006年的文保碑

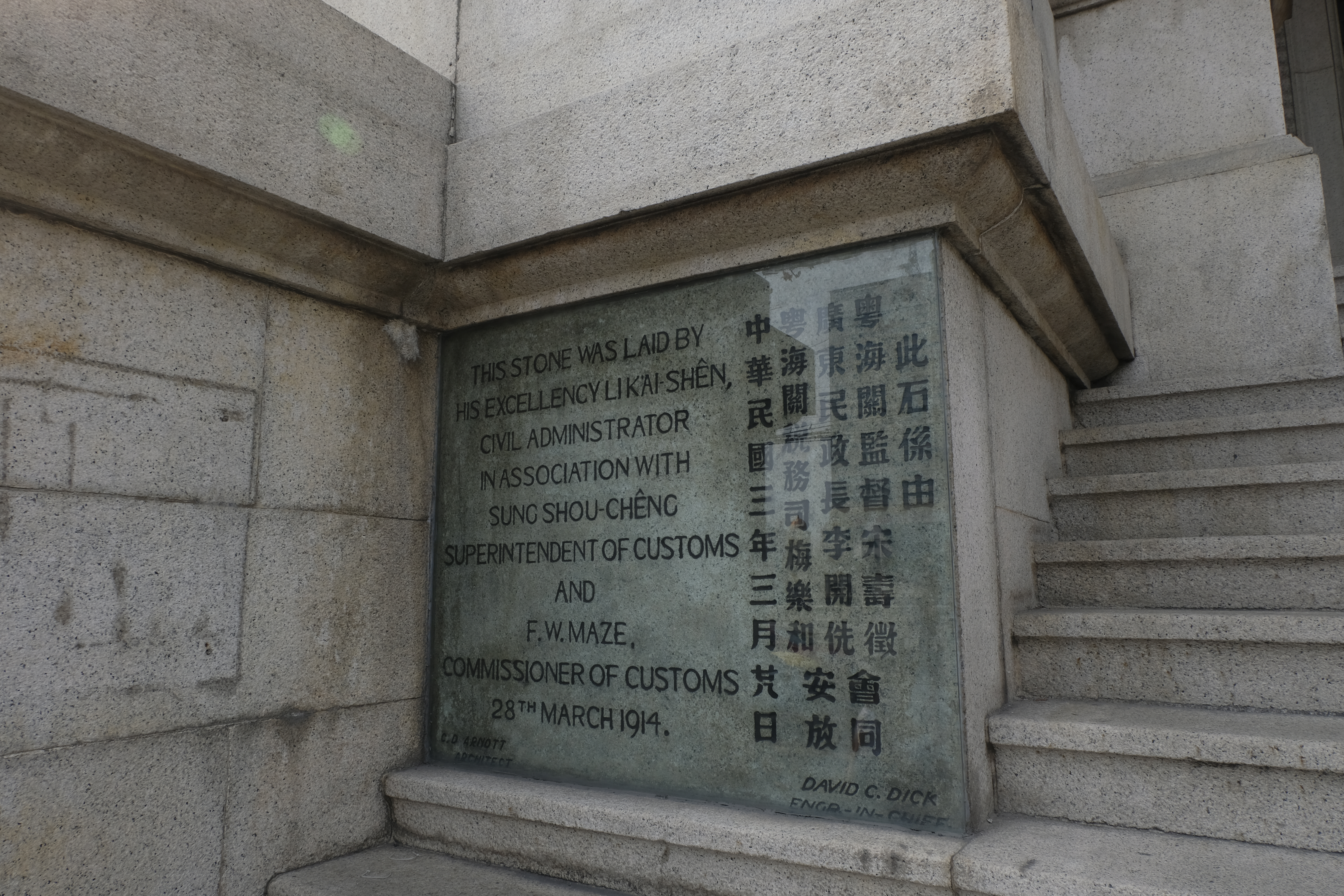
原本被水泥封住的奠基石，上面刻着奠基时的情况以及建筑师、工程师的姓名。

粤海关大樓，俗称大钟楼，位于今中华人民共和国广州市荔湾区沿江西路，建成于1916年，是廣州長堤商貿區的地標建築，也是廣州近代西洋建築典範。原正中拱券门上“粵海關”三字，1949年后曾改为“廣州海關”，经修复后现改回“粵海關”，英文名稱上依照拉丁文传统以V代U變成字样，现为全国重点文物保护单位。

## 历史

### 背景
自清政府在清康熙二十三年（1684年）將台灣納為版圖，解除海禁，允許與外國貿易往來，並分別在廣東、福建、浙江和江蘇四個對外口岸設粵海關、閩海關、浙海關、江海關四大海關。粵海關於1685年成立，官署設在省城（廣州）天字码头，在黃埔村（黃埔洲）設黃埔掛號口和稅。關部行台則設在澳門關前街和關後街之間的地段。
據《粵海關志》與《黃埔掛號口圖》記載，在黃埔口設有黃埔稅館、夷務所、買辦館和永靖營等機構。清政府當時規定：「凡載洋貨入口之外國商船，不得沿江停泊，必須下錨於黃埔。」故粵海關建立後，進廣州貿易的外國商船基本都是經黃埔古港進出。 
粵海關澳門關部行台設立後，澳門通往廣州的對外貿易運輸從陸路改為水路。為鼓勵外國商船來華進行貿易，粵海關監督赴澳門巡視時，還會親自上船丈量船舶，按地方政府的優惠政策減收貨稅。1849年，澳門總督亞馬留實行擴張殖民政策，拆毀香山縣丞衙署，更率兵推倒懸掛在澳門關部行台前的中國旗桿、遣走海關官員，將關部行台封閉。澳門海關官員被迫遷離，經兩廣總督與行台官員基溥相討，關部行台改設於廣州黃埔辦公。

### 建築新樓
19世纪下半叶的两次鸦片战争后，广州被英法联军占领，粤海关开始逐渐由西人主導。时沙面岛属于租界，为方便外籍人士办理公务，就在六二三路附近兴建了一栋共两层楼的粤海关税务司公署。然而，大楼在经历数次重修后最终被大火烧掉，后来就决定在附近兴建办公地点，也就是如今的“大钟楼”。咸丰十年（1860年）粤海关税务司在现关址正式建立公署（外界称“洋关”）。民国三年（1914年）3月28日，時粵海關監督宋壽徵、廣東民政長李開侁、粵海關稅務司梅樂和等人為粵海關工程奠基，民国五年（1916年）6月25日落成。
1931年6月1日，粵海五十里外常關改轄於海關機構，稱分卡或分關，統歸粵海關稅務司署管理，至此原來由粵海關監督管理的常關退出歷史舞台。1949年10月14日解放軍佔領廣州。1950年1月31日，粵海關稅務司署改稱中華人民共和國廣州海關，直屬於中央人民政府海關總署。

## 建筑
建筑由時任海關總稅務司署的英籍總工程師建筑师大衛·迪克（David C. Dick）規劃，英國皇家建築師阿諾特·查理斯·達德利（C. D Arnott）設計，仿欧洲古典建筑形式，华昌工程公司承建，1916年5月竣工。在全国现存的海关大楼中，粤海关大楼属于历史较长者，落成时间早于1927年落成的上海江海关大楼和1924年落成的武汉江汉关大楼。
建筑大楼的大理石是来自云南大理，结构为整体钢筋水泥，用大块麻石作基础，十分坚固，整座建筑可以承受500磅炸弹爆炸冲击。整个钟楼建成共花了30万银元。整个建筑仿照欧洲古典建筑形式设计，整体钢筋水泥结构大块麻石基础，正面外墙以花岗岩圆柱与条石镶砌，总建筑面积近三千三百平方米，楼高三十一点八五米，大楼建筑呈现出明显的欧陆风貌，罗马立柱、钟楼、每个房间的壁炉，都是非常显著的特征。
大樓在廣東建築物中有多項開創，包括最早採用鋼筋混凝土框架建構的建築之一，最早採用垂直升降梯的辦公大樓之一，最早室內裝飾上採用進口瓷片、馬賽克的建築物之一，最早設立走火梯及逃生通道的辦公建築物之一等。

### 大钟
屋顶機械大钟为1915年英国制造，是现时全国历史最長的英国制全机械传动式立鐘。近年，由于大钟运行时间太长及零部件磨损严重，导致大钟时间出现较大误差，所以政府为此曾对大钟进行过两次维修以恢复大钟走时的准确性。
在进入中华人民共和国时期，钟楼仍然使用，保持每15分钟奏鸣。文化大革命期间，将报时音乐从《威斯敏斯特》改为《东方红》。至1980年代，由于周边居民认为钟声过吵而停止鸣钟。
在2010年亚洲运动会期间，钟楼曾恢复逢整点鸣钟。在2015年，有广东省人大代表请求恢复鸣钟，最终确定于2016年元旦开始，每逢早上8点及晚上8点鸣钟，并征集意见是否需要恢复更多的鸣钟时间。

## 海关博物馆
2006年9月12日，广州海关办公地点正式撤出已经使用了91年的粤海关大楼，迁往天河区珠江新城。海关总署于2007年2月批复，原广州海关的“大钟楼”将建设為中国海关博物馆广州分馆。广州海关遂发出工程招标公告，向全国进行招标，对大钟楼进行保养维护，预计投资400万元恢复其旧貌。保养维护工程按照“修旧如旧”的原则对大钟楼进行原状修复修缮，对“大钟楼”四层的主体建筑进行保养维护。
工程于2007年8月完成，海关博物馆则在同年12月28日布置完成，唯中庭老式电梯仍在维护一直未开放或撤除施工围蔽。博物馆每逢周一、三、五，接受机关、学校、企事业单位等社会团体的预约参观。2009年9月20日和28日，曾对社会公众试行开放2天；从2010年1月13日起，改为每逢周三对社会公众免费开放，开放时间为上午9：30至下午4：00，市民凭身份证等有效证件可领票免费进场，参观负一层至三层的博物馆展室，屋顶及其上面的钟楼则不开放，每日参观人数限于800人；从2011年1月开始，博物馆再次缩减开放时间，只限在每个月第三周的周三向个人开放参观，维持凭证件登记后免费领票的安排，开放时间为上午9：30至下午4：00，社会团体凭单位公函仍可在每周一、三、五预约集体参观。2013年10月23日起，恢復為每週三開放。
2015年12月28日，廣東省文物局通過「粵海關博物館」備案登記。
重要展品有：
1. 李鴻章親筆匾牌「津海新關」，為1888年津海關擴建辦公樓竣工時，時任直隸總督兼北洋大臣的李鴻章為慶賀新樓竣工時題寫；
2. 「大龍郵票」，該郵票於1878年由中國海關印刷發行，亦是中國歷史上發行的第一套郵票；
3. 「1894年初版慈壽舊票全套」，共9枚，旨為紀念慈禧太后60生辰，是中國第一套紀念郵票。

## 公共交通
- 巴士：南方大厦站
- 电车：文化公园总站
- 地铁：文化公园站A出口